# Nicole Brown Simpson
Nicole Brown Simpson (ur. 19 maja 1959 we Frankfurcie; zm. 12 czerwca 1994 w Los Angeles) - Amerykanka, była żona futbolisty O.J. Simpsona. Została zamordowana w swoim domu w Brentwood w Los Angeles, wraz ze swoim przyjacielem, kelnerem Ronaldem Goldmanem.

## Wczesne życie i edukacja
Brown urodziła się 19 maja 1959 we Frankfurcie, w Niemczech Zachodnich jako córka Judithy Anne (Baur) i Louisa Hezekiela Browna. Jej matka była Niemką, a ojciec Amerykaninem. Uczęszczała do szkoły średniej Rancho Alamitos w Garden Grove w Kalifornii, a następnie do Dana Hills w Dana Point.
Brown poznała Simpsona w 1977, gdy pracowała jako kelnerka w restauracji Jack Hanson's w Beverly Hills, znanym też jako nocny klub "The Daisy". Zaczęli się ze sobą spotykać, choć był on jeszcze żonaty ze swoją pierwszą żoną, Marguerite (rozwiódł się z nią dopiero w marcu 1979). Z Brown pobrali się 2 lutego 1985, pięć lat po jego odejściu z zawodowego futbolu amerykańskiego. Małżeństwo przetrwało siedem lat, w ciągu których Simpson był podejrzany o przemoc małżeńską w 1989. Brown złożyła pozew o rozwód 25 lutego 1992, powołując się na "różnice nie do pogodzenia".

## Śmierć
Wieczorem 12 czerwca 1994 roku, w wieku 35 lat, Brown została zamordowana w swoim domu w Los Angeles wraz ze swoim przyjacielem, kelnerem Ronaldem Goldmanem. Została ona wielokrotnie dźgnięta nożem w okolicach głowy i szyi. Na jej dłoniach widoczne były ślady obrony. Przez otwartą ranę w szyi widać było krtań i kręg C3. O.J. Simpson został aresztowany i uniewinniony w dość kontrowersyjnym procesie. Później jednak, w wyniku procesu cywilnego na wniosek rodzin obu ofiar, został uznany winnym morderstw.

### Po śmierci
Podczas procesu dot. śmierci Nicole Brown i Rona Goldmana przyjęto, że mężczyzna był prawdopodobnie przypadkową ofiarą. Ustalono, że miał oddać okulary, które tego wieczoru zostawiła w restauracji - miejscu pracy Goldmana - matka Nicole i musiał zaskoczyć swoim przyjściem napastnika.
Ponadto wyszło na jaw, że Nicole faktycznie była wieloletnią ofiarą przemocy domowej. O.J. Simpson znęcał się nad nią fizycznie, w wyniku czego kobieta ośmiokrotnie wzywała policję, ostatni raz na kilka miesięcy przed śmiercią, gdy para była już po rozwodzie. Mimo tego Nicole miała próbować na nowo scalić rodzinę, ale około dwa tygodnie przed śmiercią, w maju 1994, miała ostatecznie zdecydować, że nie jest w stanie zaakceptować stylu życia, wymagań i postępowania męża.
W 1994 siostra Brown, Denise, założyła Fundację Nicole Brown, której celem była pomoc ofiarom przemocy w rodzinie.
W 1996, po zakończeniu procesu, sędzia uwzględnił wniosek Simpsona i nadał mu pełnię praw rodzicielskich. Rodzice Brown bezskutecznie walczyli o opiekę nad wnukami.